# 水蜘蛛

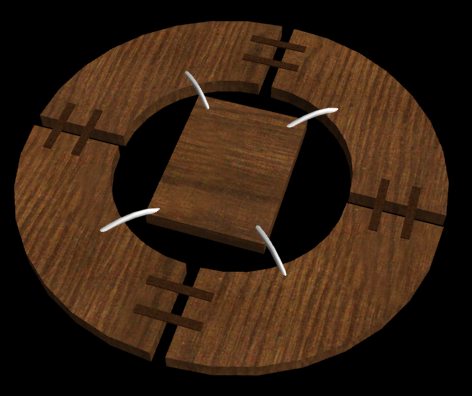
水蜘蛛の想像図

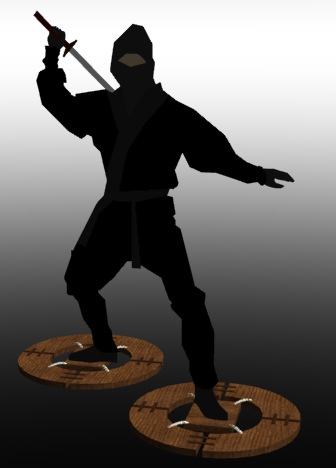
俗説による水蜘蛛の使用法

水蜘蛛（みずぐも）とは、忍者が用いる道具の1つとして伝えられる、堀や川など水上を渡る際に用いたという忍び道具。
かねてから伝承されているものは下駄の周囲に4分割された木製の輪状の浮きを縛り付けた履物であることが多い。忍者がそれを履いて水面を歩くように渡ったとされている。分割されているのは携帯可能なように折りたたむためである。実物もいくつか伝わっているが、実際には履物程度の大きさの木片では浮力が足りず、人間1人を浮かせることは不可能である。また大きく作ったとしても極めてバランスがとりづらく、歩くように渡るためには竿などの補助具が必要となる。甲賀の里忍術村主催の「全日本忍者選手権大会」では両足を大きく開かねばならないほどの大型の水蜘蛛を用い、杖を補助として池渡り競技を行なっている。
実際には、浮き輪ほどのサイズが有り、中央に跨って簡易ボートのように用いたというのが有力な説とされている。忍術書の「万川集海(ばんせんしゅうかい)」には、絵図や材質と共に寸法「(直径)二尺一寸八分(約623mm)」との記載があったが、使用法の記載はなく、長年その使用法が謎とされてきたが、別の古文書に「中央の板に座る」という記述があり、有識者によると「一つの水蜘蛛に座り、足に『水掻（みずかき）』をはいて（または筒の先に開閉式の竹扇が付いた忍具「忍び貝」を使って）水を掻き、水面を進んだのでは」と推測されている。座って使用する方法だと、移動中に弓で矢を放ったり、鉄砲を撃ったりするなど、攻撃・防御動作が可能であり、加えて、水掻は「万川集海」でも水蜘蛛のすぐ後に紹介されており、そう行った意味でもこの使用法が有力となっている。
別の伝承ではかんじきの様に、足場の不安定な場所を歩くために用いられていた忍具だったと言われている。「口伝」では、「沼浮沓(ぬまうきぐつ)」の名称でも伝えられ、「歩く」にも「泳ぐ」にも困難な沼や湿地帯を走破する為の道具と考えるのが有力説の一つ。

また「万川集海」には"他流の水蜘蛛"として、一般的な水蜘蛛とは別な水蜘蛛が記録されている。
質の堅い竹や鯨の髭などを細く円く削って輪を作り、糸で三、四ヶ所を編んで提灯の骨組の様にして両端に厚さ約四寸の銅板を円くして補強し、上を馬皮か鹿皮を漆で貼り付ける。これは鋲で打付けてもよい。そして板に息出し口を開けて、捻じり管を挿しておく（中略）十文字紙に張って渋を塗ってもよいという。
水蜘蛛の用い方は息を吹き込んで膨らませ、捻子を差し込んで中に空気を籠らせて、臍の下に付けて泳ぐ。
第十九、忍器二　水器編、七、他流の水蜘蛛図説